# Communauté rurale de Mbar
Mbar est une commune du Sénégal située à l'ouest du pays. 
Elle fait partie de l'arrondissement de Colobane, du département de Gossas et de la région de Fatick.
Lors du dernier recensement[Quand ?], la CR comptait 25 163 personnes et 2 846 ménages.